# Лу Сяншань
Лу Сянша́нь (кит. упр. 陆象山, пиньинь Lù Xiàngshān) или Лу Цзююа́нь (кит. упр. 陸九淵, пиньинь Lù Jiǔyuān) (1139－1192) — китайский философ эпохи Сун, основоположник неоконфуцианской «школы сердца» (心学).
Его учение концептуализировано в двух наиболее известных афоризмах: «Вселенная есть моё сердце (сознание, 心), моё сердце есть Вселенная», а также «Сердце и Универсальный Принцип (Ли 理) суть одно».
Эти афоризмы обнаруживают связь между учением Лу и буддизмом, с одной стороны, а также с философской «школой принципа» Чжу Си — с другой (Лу был другом и оппонентом Чжу Си). Несмотря на идейное сходство, его отношение к буддизму было негативным: Лу называл его «эгоистичной доктриной» и противопоставлял конфуцианской этике.
«Школа сердца» Лу Сяншаня утвердилась как оппозиция теории Чжу Си благодаря дальнейшему развитию в учении Ван Янмина (1472—1529).

## Биография
Вырос в образованной семье, в 2 года лишился матери, а в 23 года получил начальную ученую степень, позже полную. Был другом Чжу Си, но не разделял его взгляды. 
Под влиянием патриотического призыва Ху Аньго, 16-летний Лу записался в солдаты для борьбы с варварами. 